# Kamienny Most na Bobrze w Brunowie

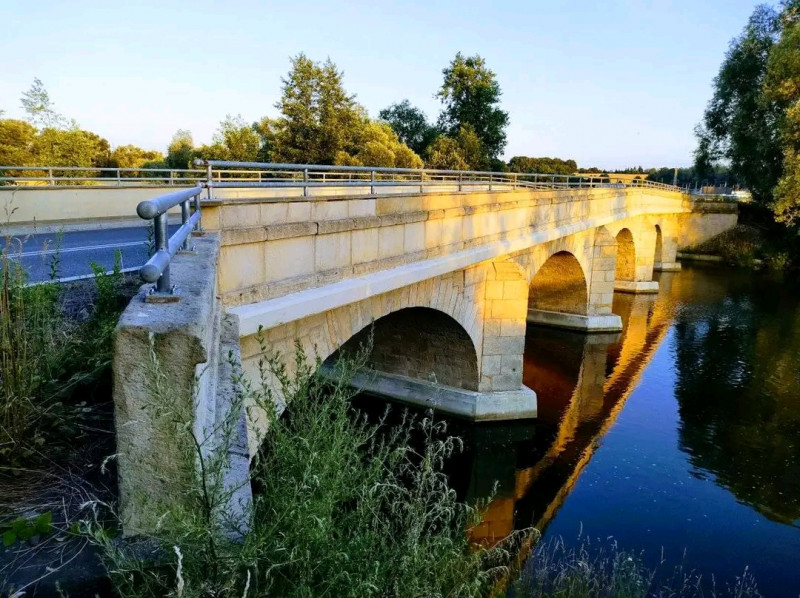
Widok na zachodnią stronę mostu z północy

Kamienny Most na Bobrze w Brunowie – kamienny most z około 1870 roku na rzece Bóbr w Brunowie, w powiecie lwóweckim w województwie dolnośląskim, na dawnym trakcie handlowym łączącym Kożuchów z Jelenią Górą. Jest on częścią drogi wojewódzkiej nr 297 łączącej Lwówek Śląski z Brunowem i stanowi przykład XIX-wiecznego budownictwa mostowego w stylu historyzmu.

## Historia
Most w Brunowie powstał w miejscu dawnego brodu na rzece Bóbr, istniejącego co najmniej od XVI wieku. Przez miejscowość przebiegał średniowieczny trakt handlowy prowadzący sól warzoną z wody morskiej sprowadzanej z Bretanii i przetwarzaną m.in. w Nowej Soli. Przeprawa była wielokrotnie niszczona przez powodzie i odbudowywana. Obecny, monumentalny most kamienny powstał około 1870 roku. Od XIX wieku był użytkowany i poddawany bieżącym remontom, bez naruszania struktury budowli.
Most jest wciąż eksploatowany jako przeprawa drogowa i spełnia współczesne wymogi nośności. Po 1945 roku dokonywano prowizorycznych napraw barier, zastępując kamień betonem i cegłą. W 1992 roku przeprowadzono remont fundamentów filarów i przyczółków, wzmacniając je opaskami betonowymi. W 2012 roku ogłoszono przetarg na remont mostu, a w 2018 obiekt poddano renowacji. Powódź w 2024 roku nie naruszyła struktury mostu, jednak ze względu na wysoki poziom wody most był czasowo wyłączony z ruchu.

## Architektura
Kamienny Most w Brunowie to przykład jednorodnej konstrukcji kamiennej o klarownych proporcjach, charakterystycznych dla XIX-wiecznej estetyki historyzmu. Porównywalne obiekty znajdują się m.in. w Lwówku Śląskim (Płakowicach) (1792), Złotoryi (1883), Ząbkowicach Śląskich (1885) i Jerzmanicach Zdroju (1883). Most zachował oryginalny układ przęseł i część pierwotnych barier, co czyni go jednym z najciekawszych zabytków tego typu na Śląsku.
Most jest pięcioprzęsłowy, o eliptycznych, kamiennych sklepieniach z bloków kamienia łamanego licowanych ciosami piaskowca. Sklepienia wspierają się na masywnych, prostokątnych filarach, uzupełnionych przyporami w formie trójkątnych izbic. Przyczółki i tarcze czołowe również wykonano z piaskowca. W trakcie eksploatacji dodano elementy betonowe – m.in. opaski na filarach i wtórne wypełnienia barier. Nawierzchnia mostu początkowo była z brukowca, później zastąpiona kostką granitową, a w drugiej połowie XX wieku pokryta masą mineralno-bitumiczną.
Most ma długość 52,10 m i szerokość 7,10 m, z czego 6,5 m zajmuje jezdnia. Konstrukcja wpisana jest w plan wydłużonego prostokąta, z izbicami wystającymi poza lico. Rozpiętości przęseł to 8,2 m + 3×9,5 m + 8,2 m. Wysokość od średniego poziomu wody wynosi 5,1 m, a konstrukcyjna wysokość sklepienia w kluczu – 0,95 m.
Elewacje wykonano z regularnych spoinowanych ciosów piaskowca. Tarcze czołowe i sklepienia zaakcentowano różnym układem kamienia, nawiązującym do rzymskich i renesansowych wzorców. Kamienny gzyms podporęczowy podkreśla linię jezdni i oddziela ją od barier. Bariery były pierwotnie w całości kamienne, z czasem częściowo zastąpione betonem.